# Michel Hansenne
Michel Hansenne (ur. 23 marca 1940 w Rotheux-Rimière) – belgijski i waloński polityk, były minister i parlamentarzysta, dyrektor generalny Międzynarodowej Organizacji Pracy (1989–1999), poseł do Parlamentu Europejskiego V kadencji.

## Życiorys
Ukończył studia prawnicze, a następnie ekonomiczne na Uniwersytecie w Liège. Od 1962 do 1972 był pracownikiem naukowym na tej uczelni.
W 1974 został deputowanym do federalnej Izby Reprezentantów z ramienia walońskiej Partii Społeczno-Chrześcijańskiej, w niższej izbie parlamentu zasiadał do 1989. W międzyczasie pełnił funkcje rządowe, będąc ministrem do spraw wspólnoty francuskiej (od kwietnia 1979 do grudnia 1981), a następnie ministrem pracy i zatrudnienia (do maja 1988) i ministrem służb publicznych (do marca 1989).
Od 1989 do 1999 stał na czele Międzynarodowej Organizacji Pracy. W 1999 uzyskał mandat deputowanego do Parlamentu Europejskiego, który sprawował do 2004. Zasiadał w grupie Europejskiej Partii Ludowej i Europejskich Demokratów, pracował w Komisji Przemysłu, Handlu Zewnętrznego, Badań Naukowych i Energii.